# Chimarra auripilis
Chimarra auripilis är en nattsländeart som beskrevs av Navás 1933. Chimarra auripilis ingår i släktet Chimarra och familjen stengömmenattsländor. Inga underarter finns listade i Catalogue of Life.